# Julia Rjabtjinskaja
Julia Petrivna Rjabtjinskaja (ukrainska: Юлія Петрівна Рябчинська), född den 21 januari 1947 Ukrainska SSR (nu Ukraina), död 13 januari 1973 i Georgiska SSR (nu Georgien), var en sovjetisk kanotist.
Hon tog OS-guld i K-1 500 meter vid de olympiska kanottävlingarna 1972 i München.